# Kanton Lalbenque
Der Kanton Lalbenque war bis 2015 ein französischer Wahlkreis im Arrondissement Cahors, im Département Lot und in der Region Midi-Pyrénées; sein Hauptort war Lalbenque, Vertreter im Generalrat des Départements war zuletzt von 2008 bis 2015 Jacques Pouget. 
Der Kanton war 267 km² groß und hatte (2006) 6036 Einwohner (Stand: 2012). 
Der Lanton umfasste Wahlberechtigte aus folgenden 13 Gemeinden:
| Gemeinde           | Einwohner Jahr | Fläche km² | Bevölkerungsdichte | Postleitzahl | Code INSEE |
| ------------------ | -------------- | ---------- | ------------------ | ------------ | ---------- |
| Aujols             | 342 (2013)     | –          | – Einw./km²        | 46090        | 46010      |
| Bach               | 164 (2013)     | –          | – Einw./km²        | 46230        | 46013      |
| Belfort-du-Quercy  | 507 (2013)     | –          | – Einw./km²        | 46230        | 46023      |
| Belmont-Sainte-Foi | 105 (2013)     | –          | – Einw./km²        | 46230        | 46026      |
| Cieurac            | 483 (2013)     | –          | – Einw./km²        | 46230        | 46070      |
| Cremps             | 358 (2013)     | –          | – Einw./km²        | 46230        | 46082      |
| Escamps            | 193 (2013)     | –          | – Einw./km²        | 46230        | 46091      |
| Flaujac-Poujols    | 707 (2013)     | –          | – Einw./km²        | 46090        | 46105      |
| Fontanes           | 460 (2013)     | –          | – Einw./km²        | 46230        | 46109      |
| Laburgade          | 338 (2013)     | –          | – Einw./km²        | 46230        | 46140      |
| Lalbenque          | 1694 (2013)    | –          | – Einw./km²        | 46230        | 46148      |
| Montdoumerc        | 479 (2013)     | –          | – Einw./km²        | 46230        | 46202      |
| Vaylats            | 279 (2013)     | –          | – Einw./km²        | 46230        | 46329      |